# Батончик

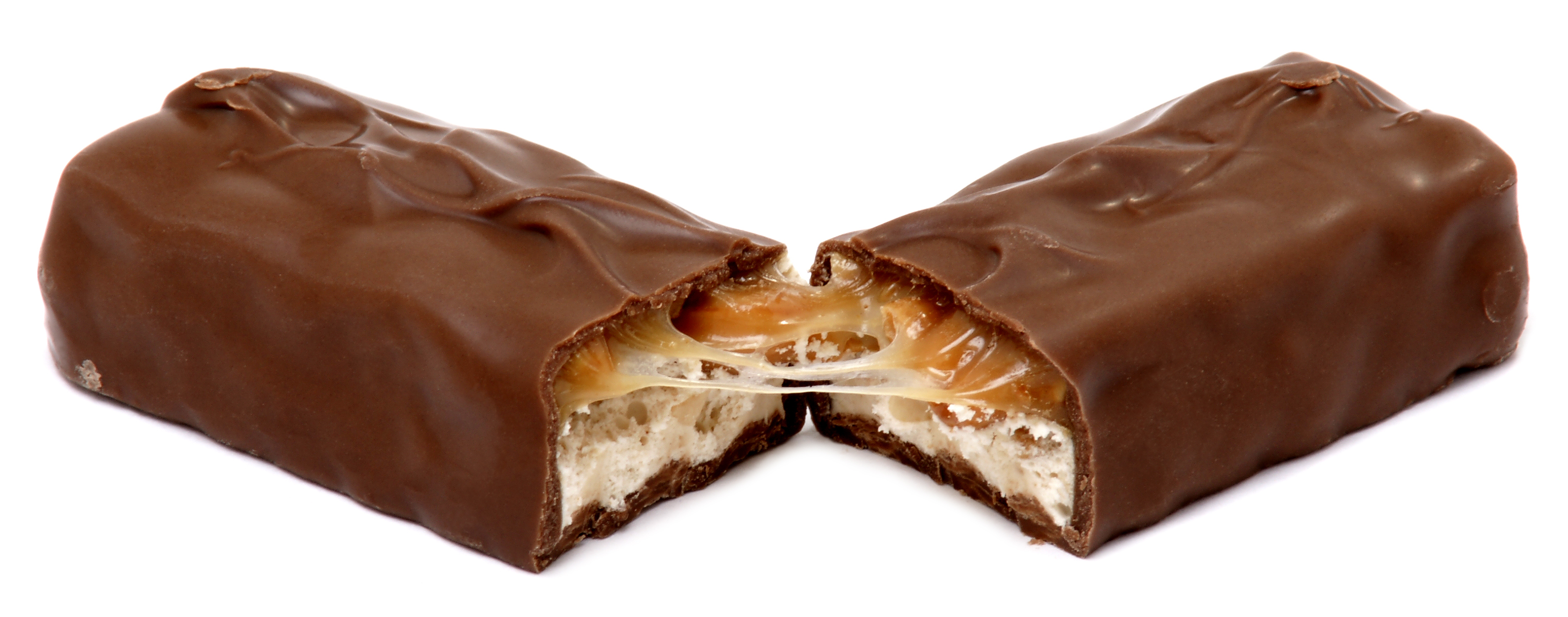
Батончик «Snickers»

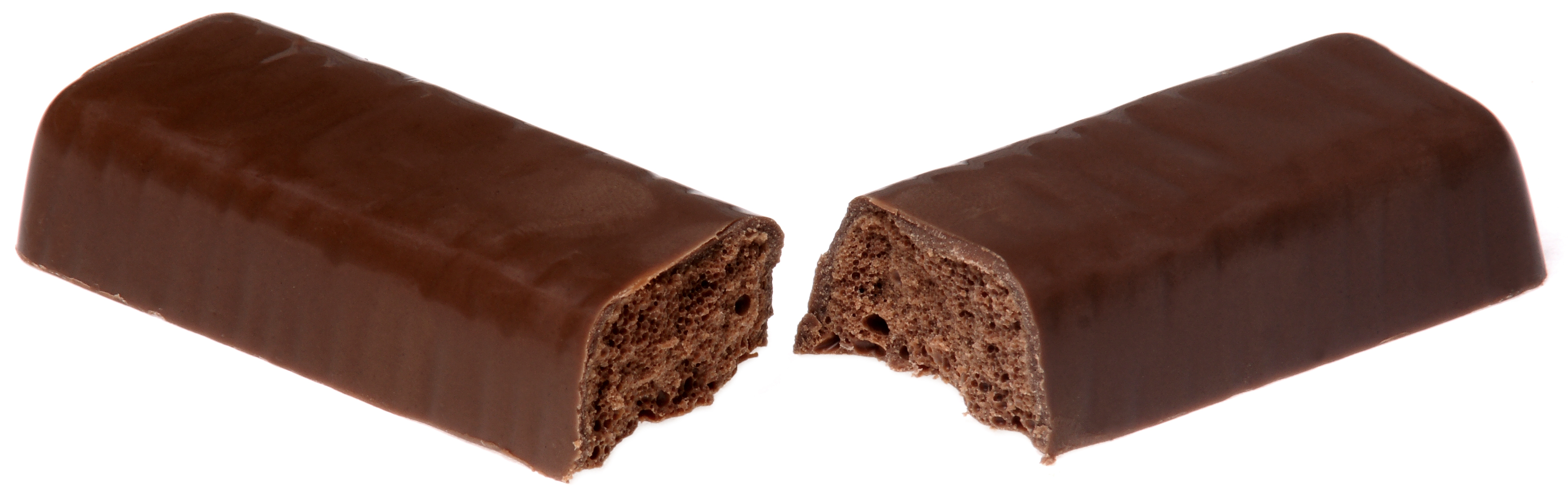
Батончик «Wispa»

Бато́нчик — сладость прямоугольной формы, содержащая какао, сахар, молоко, карамельную нугу, орехи или фрукты (шоколадный или карамельный батончик). Также может содержать эмульгаторы вроде соевого лецитина и ароматические добавки, например ваниль.
Полиэтиленовая упаковка, небольшие размеры и распространённость в небольших магазинах дают возможность использовать батончики для перекуса в отсутствие обычной пищи. Спортсмены также используют некоторые батончики во время соревнований, но их состав сильно отличается от указанного, они содержат значительно больше витаминов и иногда белков.
Также батончиками называют соевые конфеты.

## Известные батончики
- Snickers
- Mars
- Bounty
- Twix
- KitKat
- Nuts
- Milky Way